# Liraglutid
Liraglutíd, med drugim pod zaščitenima imenoma Victoza in Saxenda, je učinkovina za zdravljenje sladkorne bolezni tipa 2 in kronične debelosti. Pri zdravljenju sladkorne bolezni ima prednost starejše zdravilo metformin. Njegovi učinki na dolgoročne izide zdravljenja, kot sta obolevnost za srčno-žilnimi boleznimi in pričakovana življenjska doba, še niso pojasnjeni. Uporablja se v obliki za podkožno injiciranje.
Med pogoste neželene učinke spadajo hipoglikemija (prenizke ravni krvnega sladkorja), slabost, omotica, bolečina v trebuhu in bolečina na mestu injiciranja. Neželeni učinki na prebavila se načeloma močneje kažejo na začetku zdravljenja in sčasoma jenjajo. Med hude neželene učinke spadajo tudi novotvorbe na ščitnici, angioedem, pankreatitis, bolezni žolčnika in motnje delovanja ledvic. Varnost uporabe med nosečnostjo in dojenjem ni pojasnjena. Deluje kot agonist receptorja za glukagonu podobni peptid 1 (agonist receptorja GLP-1). Sprošča inzulin iz celic B trebušne slinavke, zavira izločanje glukagona in upočasni praznjenje želodca.
Liraglutid so za klinično uporabo za zdravljenje sladkorne bolezni v Evropski uniji odobrili leta 2009, v Združenih državah Amerike pa leta 2010.

## Klinična uporaba
Liraglutid se uporablja za zdravljenje sladkorne bolezni tipa 2 in debelosti.

### Sladkorna bolezen tipa 2
Liraglutid izboljša nadzor nad ravnmi krvnega sladkorja. Pri bolnikih z visokim tveganjem za srčno-žilne dogodke liraglutid izkazuje zmanjšanje tveganja za smrt zaradi srčno-žilne bolezni, srčni infarkt brez smrtnega izida in možgansko kap brez smrtnega izida. Posledično ga na primer ameriške smernice za zdravljenje sladkorne bolezni priporočajo kot zdravilo izbora (običajno v kombinaciji z metforminom) pri bolnikih s sladkorno boleznijo tipa 2 in dodatno ogroženostjo zaradi prisotnosti aterosklerotične srčno-žilne bolezni ali debelosti. V Cochranovem sistematičnem pregledu raziskav je liraglutid v odmerku 1,8 mg pokazal za 0,24 % večje znižanje HbA1c v primerjavi z inzulinom glarginom, 0,33 % v primerjavi z eksenatidom v odmerku 10 µg dvakrat dnevno, sitagliptinom in rosiglitazonom. V randomiziranem kliničnem preskušanju, v katerem so primerjali liraglutid, inzulin glargin, glimepirid in sitagliptin (vse v kombinaciji z metforminom) ter bolnike spremljali pet let, sta bila inzulin glargin in liraglutid nekoliko učinkovitejša pri doseganju in vzrdževanju tarčnega HbA1c, vendar pa med zdravili glede na pojavnost mikrovaskularnih in srčno-žilnih bolezni ni bilo razlike.

### Debelost
Liraglutid v višjem odmerku, in sicer 3 mg, so leta 2015 v ZDA in Evropski uniji odobrili za zdravljenje debelosti. Uporablja se kot dodatno zdravljenje k dieti z zmanjšanim vnosom kalorij in povečani telesni dejavnosti za obvladovanje telesne mase pri odraslih bolnikih z začetnim indeksom telesne mase (ITM) ≥ 30 kg/m² (tedaj govorimo o debelosti) ali ≥ 27 kg/m² do < 30 kg/m² (prekomerna telesna masa), če ima bolnik sočasno vsaj eno z debelostjo povezano bolezen (npr. disglikemijo, povišan krvni tlak, dislipidemijo ali obstruktivno apnejo med spanjem.

## Neželeni učinki
Med pogoste neželene učinke spadajo hipoglikemija (prenizke ravni krvnega sladkorja), slabost, omotica, bolečina v trebuhu in bolečina na mestu injiciranja.
Hipoglikemija zaradi samega liraglutida je povečini blaga, pogosteje in v hujši obliki pa se lahko pojavlja, če se liraglutid uporablja v kombinaciji s sulfonilsečnino ali inzulinom. Tveganje za hipoglikemijo je mogoče zmanjšati z zmanjšanjem odmerka sulfonilsečnine ali inzulina.
Neželeni učinki na prebavila se načeloma močneje kažejo na začetku zdravljenja in sčasoma jenjajo. Med hude neželene učinke spadajo tudi novotvorbe na ščitnici, angioedem, pankreatitis, bolezni žolčnika in motnje delovanja ledvic.

### Rak ščitnice
Pri izpostavljenosti osemkrat večjim odmerkom liraglutida, kot se uporabljajo v zdravljenju pri ljudeh, so v raziskavah na podganah ugotovili povečano tveganje za pojav novotvorb na ščitnici. Klinični pomen teh izsledkov ni znan. V kliničnih raziskavah so se ščitnični tumorji pojavili pri 1,3 bolnika na 1000 bolnik-let (4 primeri), v primerjalni skupini pa 1,0 na 1000 bolnik-let (1 primer). Pri večini bolnikov so plazemski označevalci (povišane vrednosti kalcitonina) kazali na že predhodno prisotno bolezen, pred uvedbo zdravljenja.

### Vnetje trebušne slinavke
Leta 2013 so poročali o statistično značilni povezavi med hospitalizacijo bolnikov zaradi akutnega pankreatitisa in predhodno izpostavljenostjo zdravljenju z agonisti receptorja GLP-1 (kot je na primer eksenatid) ali zaviralci DPP-4 (kot je sitagliptin). Posledično sta tako ameriški Urad za hrano in zdravila in Evropska agencija za zdravila opravila pregled vseh razpoložljivih podatkov o morebitni povezavi uporabe inkretinskih mimetikov in pankreatitisom (vnetjem trebušne slinavke) ali rakom trebušne slinavke. V skupnem pismu sta agenciji prišli do zaključka, da združena analiza podatkov na osnovi 14,611 bolnikov s sladkorno boleznijo tipa 2 iz 25 kliničnih preskušanj  ni podala dokazov o povečanem tveganju.
V dolgotrajnih, nadzorovanih kliničnih preskušanjih faze 3a za zdravilo liraglutid je bilo opisanih le nekaj primerov akutnega pankreatitisa (manj kot 0,2 %), o primerih pankreatitisa pa so poročali tudi po prihodu zdravila na trg. V obsežnem preskušanju LEADER, v katerem so sicer ugotavljali srčno-žilne izide zdravljenja z liraglutidom, je bila pogostnost potrjenega akutnega pankreatitisa 0,4 % pri liraglutidu in 0,5 % pri placebu.

## Mehanizem delovanja
Liraglutid deluje kot agonist receptorja za glukagonu podobni peptid 1 (GLP-1). Je acilirani humani analog GLP-1 s 97-odstotno homologijo zaporedja aminokislin glede na endogeni humani GLP-1. Liraglutid se veže na receptor za GLP-1 (GLP-1R) in ga aktivira.
Agonisti receptorjev GLP-1 delujejo preko inkretinskega sistema oziroma posnemajo učinke v telesu prisotnih inkretinov, med katere spadata od glukoze odvisni inzulinotropni peptid (GIP) in glukagonu podoben peptid 1 (GLP-1). Oba spodbujata izločanje inzulina iz celic beta trebušne slinavke, dokler je koncentracija krvnega sladkorja po obroku dovolj visoka, pri nižjih vrednostih krvnega sladkorja pa njihov učinek preneha. Posledično je ob uporabi samega agonista receptorja GLP-1 tveganje za pojav hipoglikemije zmanjšano. Preko vpliva na trebušno slinavko izboljšajo urejenost glikemije zaradi povečanja izločanja inzulina, zmanjšujejo pa tudi izločanje glukagona. Nadalje upočasnijo praznjenje želodca ter preko vpliva na osrednje živčevje povečajo občutek sitosti.

## Farmakokinetika
Endogeni GLP-1 ima plazemski razpolovni čas 1,5–2 minuti in ga hitro razgradijo v telesu razširjeni encimi (dipeptidil peptidaza 4 (DPP4) in nevtralne endopeptidaze (NEP)). Razpolovni čas po injiciranju v mišico je okoli pol ure in je torej njegova uporabnost kot zdravila omejena tudi pri takšni poti uporabe. Presnovno aktivni obliki endogenega GLP-1 sta GLP-1-(7-36)NH2 in redkeje pojavljajoč se GLP-1-(7-37). Podaljšano delovanje liraglutida pa je doseženo tako, da je na molekulo GLP-1-(7-37) vezana molekula maščobne kisline. S tem se učinkovina po podkožnem injiciranju v podkožnem tkivu in krvnem obtoku veže na albumin in se nato iz albumina odpušča počasi in s konstantno hitrostjo. Z vezavo na albumin se  v primerjavi s samim GLP-1-(7-37) tudi upočasnita razpadanje molekule in njeno izločanje skozi ledvice.